# Bases para una interpretación de Rubén Darío
Bases para una interpretación de Rubén Darío es un ensayo del escritor peruano y Premio Nobel de Literatura Mario Vargas Llosa publicado en el año 2001 por el Fondo Editorial de la Universidad Nacional Mayor de San Marcos, consta de 169 páginas. Tiene como base su tesis presentada a la Universidad de San Marcos en 1958.

## Reseña
Tesis de Mario Vargas Llosa, presentada en 1958 para optar el grado de bachiller en humanidades, en la Universidad Nacional Mayor de San Marcos (Lima, Perú). En este trabajo de la juventud de Vargas Llosa, que consta de cinco capítulos, se aborda el complejo universo de Rubén Darío (biografía, lecturas y contexto) que contribuiría a configurar la vocación del escritor. En el ensayo no se aborda la obra del poeta, sino la construcción y el desarrollo de Darío como artista, tiene como propuesta de investigación la conversión de Félix Rubén García Sarmiento en Rubén Darío.